# Ronde van Frankrijk 2024
De 111e editie van de Ronde van Frankrijk werd verreden van 29 juni tot en met 21 juli 2024. 

## Deelnemende ploegen
De achttien UCI World Tour-teams van dit seizoen plus de twee ProTeams van Lotto-Dstny en Israel-Premier Tech waren verzekerd van deelname aan de ronde. De organisatie deelde daarnaast twee wildcards uit aan Uno-X Pro Cycling Team en TotalEnergies.

## Route
De start van de Ronde van Frankrijk, de Grand Départ, werd dit jaar gehouden in het Italiaanse Florence. Het was daarmee de eerste keer dat de Ronde van Frankrijk in Italië van start ging. Tijdens de eerste etappe werd voor het eerst door San Marino gereden, het veertiende land in de geschiedenis van de Ronde van Frankrijk dat wordt aangedaan. De finish was voor de derde keer in de geschiedenis niet in Parijs (de eerste twee Touredities - 1903 en 1904 - eindigden in Ville-d'Avray), vanwege de Olympische Zomerspelen die in 2024 in Parijs plaatsvinden. Daarom werd ervoor gekozen om de laatste etappe een tijdrit rond de stad Nice te laten zijn. Het was voor het eerst sinds 1989 dat de Tour de France eindigde met een individuele tijdrit.

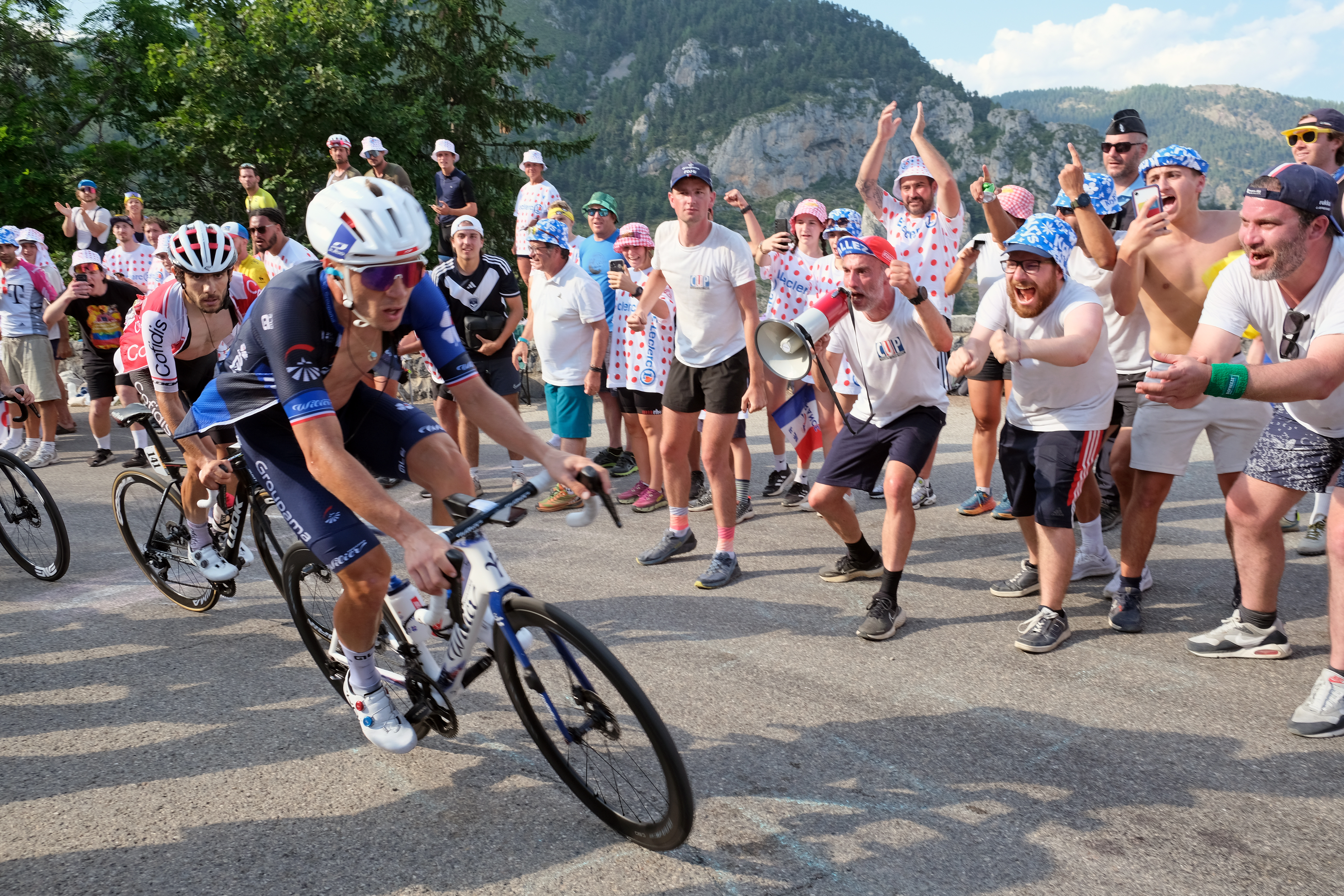
Valentin Madouas op Col de la Couillole

Op 12 maart 2023 werd bekendgemaakt dat het slotweekend zou bestaan uit een bergetappe van Nice naar de Col de la Couillole op zaterdag en dat de afsluitende individuele tijdrit op zondag zou starten in Monaco. Op 25 oktober 2023 werd het totale parcours bekendgemaakt.
Voor het eerst werden (in etappe 9) gravelwegen opgenomen in de Ronde van Frankrijk. Ook deed deze editie de hoogste geasfalteerde weg van Europa aan, die leidt over de Col de la Bonette.
Vanwege de Olympische Zomerspelen zal de Tour de Femmes later plaatsvinden. Deze staat gepland te worden verreden van 12 tot en met 18 augustus.

## Etappe-overzicht
| Datum   | Etappe              | Start – Finish                                     | Afstand (in km)     | Type                | Winnaar             | Ploeg                     | Klassementsleider   |
| ------- | ------------------- | -------------------------------------------------- | ------------------- | ------------------- | ------------------- | ------------------------- | ------------------- |
| 29 juni | 1                   | Florence – Rimini                                  | 206                 | Heuvelrit           | Romain Bardet       | Team dsm-firmenich PostNL | Romain Bardet       |
| 30 juni | 2                   | Cesenatico – Bologna                               | 200                 | Heuvelrit           | Kévin Vauquelin     | Arkéa-B&B Hotels          | Tadej Pogačar       |
| 1 juli  | 3                   | Piacenza – Turijn                                  | 229                 | Vlakke rit          | Biniam Girmay       | Intermarché-Wanty         | Richard Carapaz     |
| 2 juli  | 4                   | Pinerolo – Valloire                                | 138                 | Bergrit             | Tadej Pogačar       | UAE Team Emirates         | Tadej Pogačar       |
| 3 juli  | 5                   | Saint-Jean-de-Maurienne – Saint-Vulbas             | 177                 | Vlakke rit          | Mark Cavendish      | Astana Qazaqstan          | Tadej Pogačar       |
| 4 juli  | 6                   | Mâcon – Dijon                                      | 163                 | Vlakke rit          | Dylan Groenewegen   | Team Jayco AlUla          | Tadej Pogačar       |
| 5 juli  | 7                   | Nuits-Saint-Georges – Gevrey-Chambertin            | 25                  | Individuele tijdrit | Remco Evenepoel     | Soudal Quick-Step         | Tadej Pogačar       |
| 6 juli  | 8                   | Semur-en-Auxois – Colombey-les-Deux-Eglises        | 176                 | Heuvelrit           | Biniam Girmay       | Intermarché-Wanty         | Tadej Pogačar       |
| 7 juli  | 9                   | Troyes – Troyes                                    | 199                 | Heuvelrit           | Anthony Turgis      | TotalEnergies             | Tadej Pogačar       |
| 8 juli  | Rustdag in Orléans  | Rustdag in Orléans                                 | Rustdag in Orléans  | Rustdag in Orléans  | Rustdag in Orléans  | Rustdag in Orléans        | Rustdag in Orléans  |
| 9 juli  | 10                  | Orléans – Saint-Amand-Montrond                     | 187                 | Vlakke rit          | Jasper Philipsen    | Alpecin-Deceuninck        | Tadej Pogačar       |
| 10 juli | 11                  | Évaux-les-Bains – Le Lioran                        | 211                 | Bergrit             | Jonas Vingegaard    | Team Visma-Lease a Bike   | Tadej Pogačar       |
| 11 juli | 12                  | Aurillac – Villeneuve-sur-Lot                      | 204                 | Vlakke rit          | Biniam Girmay       | Intermarché-Wanty         | Tadej Pogačar       |
| 12 juli | 13                  | Agen – Pau                                         | 171                 | Vlakke rit          | Jasper Philipsen    | Alpecin-Deceuninck        | Tadej Pogačar       |
| 13 juli | 14                  | Pau – Saint-Lary-Soulan Pla d'Adet                 | 152                 | Bergrit             | Tadej Pogačar       | UAE Team Emirates         | Tadej Pogačar       |
| 14 juli | 15                  | Loudenvielle – Plateau de Beille                   | 198                 | Bergrit             | Tadej Pogačar       | UAE Team Emirates         | Tadej Pogačar       |
| 15 juli | Rustdag in Gruissan | Rustdag in Gruissan                                | Rustdag in Gruissan | Rustdag in Gruissan | Rustdag in Gruissan | Rustdag in Gruissan       | Rustdag in Gruissan |
| 16 juli | 16                  | Gruissan – Nîmes                                   | 187                 | Vlakke rit          | Jasper Philipsen    | Alpecin-Deceuninck        | Tadej Pogačar       |
| 17 juli | 17                  | Saint-Paul-Trois-Châteaux – SuperDévoluy (Dévoluy) | 178                 | Heuvelrit           | Richard Carapaz     | EF Education-EasyPost     | Tadej Pogačar       |
| 18 juli | 18                  | Gap – Barcelonnette                                | 179                 | Heuvelrit           | Victor Campenaerts  | Lotto Dstny               | Tadej Pogačar       |
| 19 juli | 19                  | Embrun – Isola 2000 (Isola)                        | 145                 | Bergrit             | Tadej Pogačar       | UAE Team Emirates         | Tadej Pogačar       |
| 20 juli | 20                  | Nice – Col de la Couillole                         | 133                 | Bergrit             | Tadej Pogačar       | UAE Team Emirates         | Tadej Pogačar       |
| 21 juli | 21                  | Monaco – Nice                                      | 34                  | Individuele tijdrit | Tadej Pogačar       | UAE Team Emirates         | Tadej Pogačar       |
| Datum   | Etappe              | Start – Finish                                     | Afstand (in km)     | Type                | Winnaar             | Ploeg                     | Klassementsleider   |

## Klassementsleiders na elke etappe[8]
| Etappe 0       | Algemeen klassement | Puntenklassement    | Bergklassement     | Jongerenklassement    | Ploegenklassement         | Strijdlust                 |
| -------------- | ------------------- | ------------------- | ------------------ | --------------------- | ------------------------- | -------------------------- |
| 1              | Romain Bardet       | Frank van den Broek | Jonas Abrahamsen 2 | Frank van den Broek 1 | Team dsm-firmenich PostNL | Frank van den Broek        |
| 2              | Tadej Pogačar       | Jonas Abrahamsen    | Jonas Abrahamsen 2 | Remco Evenepoel       | Movistar Team             | Jonas Abrahamsen           |
| 3              | Richard Carapaz     | Jonas Abrahamsen    | Jonas Abrahamsen 2 | Remco Evenepoel       | Movistar Team             | Fabien Grellier            |
| 4              | Tadej Pogačar       | Jonas Abrahamsen    | Jonas Abrahamsen 2 | Remco Evenepoel       | UAE Team Emirates         | Oier Lazkano               |
| 5              | Tadej Pogačar       | Biniam Girmay       | Jonas Abrahamsen 2 | Remco Evenepoel       | UAE Team Emirates         | Clément Russo              |
| 6              | Tadej Pogačar       | Biniam Girmay       | Jonas Abrahamsen 2 | Remco Evenepoel       | UAE Team Emirates         | Mads Pedersen              |
| 7              | Tadej Pogačar       | Biniam Girmay       | Jonas Abrahamsen 2 | Remco Evenepoel       | UAE Team Emirates         | Niet uitgereikt            |
| 8              | Tadej Pogačar       | Biniam Girmay       | Jonas Abrahamsen 2 | Remco Evenepoel       | UAE Team Emirates         | Jonas Abrahamsen           |
| 9              | Tadej Pogačar       | Biniam Girmay       | Jonas Abrahamsen 2 | Remco Evenepoel       | UAE Team Emirates         | Jasper Stuyven             |
| 10             | Tadej Pogačar       | Biniam Girmay       | Jonas Abrahamsen 2 | Remco Evenepoel       | UAE Team Emirates         | Kobe Goossens              |
| 11             | Tadej Pogačar       | Biniam Girmay       | Tadej Pogačar 3    | Remco Evenepoel       | UAE Team Emirates         | Tadej Pogačar              |
| 12             | Tadej Pogačar       | Biniam Girmay       | Tadej Pogačar 3    | Remco Evenepoel       | UAE Team Emirates         | Quentin Pacher             |
| 13             | Tadej Pogačar       | Biniam Girmay       | Tadej Pogačar 3    | Remco Evenepoel       | UAE Team Emirates         | Magnus Cort Nielsen        |
| 14             | Tadej Pogačar       | Biniam Girmay       | Tadej Pogačar 3    | Remco Evenepoel       | UAE Team Emirates         | Ben Healy                  |
| 15             | Tadej Pogačar       | Biniam Girmay       | Tadej Pogačar 3    | Remco Evenepoel       | UAE Team Emirates         | Richard Carapaz            |
| 16             | Tadej Pogačar       | Biniam Girmay       | Tadej Pogačar 3    | Remco Evenepoel       | UAE Team Emirates         | Thomas Gachignard          |
| 17             | Tadej Pogačar       | Biniam Girmay       | Tadej Pogačar 3    | Remco Evenepoel       | UAE Team Emirates         | Romain Grégoire            |
| 18             | Tadej Pogačar       | Biniam Girmay       | Tadej Pogačar 3    | Remco Evenepoel       | UAE Team Emirates         | Tobias Halland Johannessen |
| 19             | Tadej Pogačar       | Biniam Girmay       | Richard Carapaz    | Remco Evenepoel       | UAE Team Emirates         | Richard Carapaz            |
| 20             | Tadej Pogačar       | Biniam Girmay       | Richard Carapaz    | Remco Evenepoel       | UAE Team Emirates         | Enric Mas                  |
| 21             | Tadej Pogačar       | Biniam Girmay       | Richard Carapaz    | Remco Evenepoel       | UAE Team Emirates         | Niet uitgereikt            |
| Eindklassement | Tadej Pogačar       | Biniam Girmay       | Richard Carapaz    | Remco Evenepoel       | UAE Team Emirates         | Richard Carapaz            |

- 1 De witte trui werd in de tweede etappe gedragen door Maxim Van Gils, tweede in het jongerenklassement na groenetruidrager Frank van den Broek.
- 2 De bolletjestrui werd in de derde, vierde en vijfde etappe gedragen door Valentin Madouas. In de derde en vierde etappe stond Madouas tweede in het bergklassement na groenetruidrager Jonas Abrahamsen en in de vijfde etappe stond hij derde in het bergklassement na Abrahamsen en geletruidrager Tadej Pogačar. Abrahamsen was de eerste renner ooit die het bergklassement aanvoerde gedurende de eerste tien etappes van de Tour.
- 3 De bolletjestrui werd in de twaalfde, dertiende en veertiende etappe gedragen door Jonas Abrahamsen, en in de vijftiende tot en met de negentiende etappe door Jonas Vingegaard, als tweede in het bergklassement na geletruidrager Tadej Pogačar.

## Eindklassementen

### Algemeen klassement
| Plaats    | Naam              | Ploeg                   | Tijd       |
| --------- | ----------------- | ----------------------- | ---------- |
| Gele trui | Tadej Pogačar     | UAE Team Emirates       | 83u38'56"  |
| 2         | Jonas Vingegaard  | Team Visma-Lease a Bike | + 6'17"    |
| 3         | Remco Evenepoel   | Soudal Quick-Step       | + 9'18"    |
| 4         | João Almeida      | UAE Team Emirates       | + 19'03"   |
| 5         | Mikel Landa       | Soudal Quick-Step       | + 20'06"   |
| 6         | Adam Yates        | UAE Team Emirates       | + 24'07"   |
| 7         | Carlos Rodríguez  | INEOS Grenadiers        | + 25'04"   |
| 8         | Matteo Jorgenson  | Team Visma-Lease a Bike | + 26'34"   |
| 9         | Derek Gee         | Israel-Premier Tech     | + 27'21"   |
| 10        | Santiago Buitrago | Bahrain-Victorious      | + 29'03"   |
|           |                   |                         |            |
| 21        | Wilco Kelderman   | Team Visma-Lease a Bike | + 1u23'11" |

### Nevenklassementen
| Puntenklassement |                   |                    |        |
| Plaats           | Naam              | Ploeg              | Punten |
| Groene trui      | Biniam Girmay     | Intermarché-Wanty  | 387    |
| 2                | Jasper Philipsen  | Alpecin-Deceuninck | 354    |
| 3                | Bryan Coquard     | Cofidis            | 208    |
|                  |                   |                    |        |
| 14               | Dylan Groenewegen | Team Jayco AlUla   | 87     |

| Bergklassement |                  |                         |        |
| Plaats         | Naam             | Ploeg                   | Punten |
| Bolletjestrui  | Richard Carapaz  | EF Education-EasyPost   | 127    |
| 2              | Tadej Pogačar    | UAE Team Emirates       | 102    |
| 3              | Jonas Vingegaard | Team Visma-Lease a Bike | 70     |
|                |                  |                         |        |
| 5              | Remco Evenepoel  | Soudal Quick-Step       | 50     |
| 6              | Wilco Kelderman  | Team Visma-Lease a Bike | 43     |

| Jongerenklassement |                     |                           |            |
| Plaats             | Naam                | Ploeg                     | Tijd       |
| Witte trui         | Remco Evenepoel     | Soudal Quick-Step         | 83u48'14"  |
| 2                  | Carlos Rodríguez    | INEOS Grenadiers          | + 15'46"   |
| 3                  | Matteo Jorgenson    | Team Visma-Lease a Bike   | + 17'16"   |
|                    |                     |                           |            |
| 13                 | Frank van den Broek | Team dsm-firmenich PostNL | + 3u38'44" |

| Ploegenklassement |                         |            |
| Plaats            | Ploeg                   | Tijd       |
|                   | UAE Team Emirates       | 251u36'43" |
| 2                 | Team Visma-Lease a Bike | + 31'51"   |
| 3                 | Soudal Quick-Step       | + 1u33'06" |

1e etappe ·
2e etappe ·
3e etappe ·
4e etappe ·
5e etappe ·
6e etappe ·
7e etappe ·
8e etappe ·
9e etappe ·
10e etappe ·
11e etappe ·
12e etappe ·
13e etappe ·
14e etappe ·
15e etappe ·
16e etappe ·
17e etappe ·
18e etappe ·
19e etappe ·
20e etappe ·
21e etappe
Startlijst · Eindstanden · Afbeeldingen
 winnaars gele trui · 
 puntenklassement · 
 bergklassement · 
 jongerenklassement · 
 tussensprintklassement · 
 combinatieklassement · 
 ploegenklassement · 
 strijdlust · 
rode lantaarn
records · meeste deelnames · ranglijst etappewinnaars · bekende beklimmingen · valpartijen · dopinggevallen · Grand Départ · Souvenir Henri Desgrange
1903 · 
1904 · 
1905 · 
1906 · 
1907 · 
1908 · 
1909 · 
1910 · 
1911 · 
1912 · 
1913 · 
1914 ·
1915 ·
1916 ·
1917 ·
1918 · 
1919 · 
1920 · 
1921 · 
1922 · 
1923 · 
1924 · 
1925 · 
1926 · 
1927 · 
1928 · 
1929 · 
1930 · 
1931 · 
1932 · 
1933 · 
1934 · 
1935 · 
1936 · 
1937 · 
1938 · 
1939 · 
1940 ·
1941 ·
1942 ·
1943 ·
1944 ·
1945 ·
1946 ·
1947 · 
1948 · 
1949 · 
1950 · 
1951 · 
1952 · 
1953 · 
1954 · 
1955 · 
1956 · 
1957 · 
1958 · 
1959 · 
1960 · 
1961 · 
1962 · 
1963 · 
1964 · 
1965 · 
1966 · 
1967 · 
1968 · 
1969 · 
1970 · 
1971 · 
1972 · 
1973 · 
1974 · 
1975 · 
1976 · 
1977 · 
1978 · 
1979 · 
1980 · 
1981 · 
1982 · 
1983 · 
1984 · 
1985 · 
1986 · 
1987 · 
1988 · 
1989 · 
1990 · 
1991 · 
1992 · 
1993 · 
1994 · 
1995 · 
1996 · 
1997 · 
1998 · 
1999 · 
2000 · 
2001 · 
2002 · 
2003 · 
2004 · 
2005 · 
2006 · 
2007 · 
2008 · 
2009 · 
2010 · 
2011 · 
2012 · 
2013 · 
2014 · 
2015 · 
2016 · 
2017 · 
2018 · 
2019 ·
2020 · 
2021 · 
2022 · 
2023 · 
2024 · 
2025
Tour Down Under ·
Great Ocean Road Race ·
Ronde van de Verenigde Arabische Emiraten ·
Omloop Het Nieuwsblad ·
Strade Bianche ·
Parijs-Nice · 
Tirreno-Adriatico · 
Milaan-San Remo ·
Ronde van Catalonië ·
Classic Brugge-De Panne ·
E3 Saxo Classic ·
Gent-Wevelgem ·
Dwars door Vlaanderen ·
Ronde van Vlaanderen ·
Ronde van het Baskenland ·
Parijs-Roubaix ·
Amstel Gold Race ·
Waalse Pijl ·
Luik-Bastenaken-Luik ·
Ronde van Romandië ·
Eschborn-Frankfurt ·
Ronde van Italië ·
Critérium du Dauphiné ·
Ronde van Zwitserland ·
Ronde van Frankrijk ·
Clásica San Sebastián ·
Ronde van Polen ·
Bretagne Classic ·
BEMER Cyclassics ·
Renewi Tour ·
Ronde van Spanje ·
GP van Quebec ·
GP van Montreal ·
Ronde van Lombardije ·
Ronde van Guangxi